# Cicănești
Cicănești is een Roemeense gemeente in het district Argeș.
Cicănești telt 2199 inwoners.